# Ilarie Voronca
Ilarie Voronca, de son vrai nom Eduard Marcus (31 décembre 1903 à Brăila, Roumanie – 4 avril 1946 à Paris), est un poète et écrivain français d'origine roumaine.
il  est inhumé au cimetière parisien de Pantin dans la 110e division.

## Biographie

### Débuts littéraires
Jeune étudiant roumain, né dans une famille juive, passionné de littérature, Ilarie Voronca rencontre Eugen Lovinescu et publie ses premiers écrits en 1922 au sein du mouvement Sburătorul ; il s'agit alors de poèmes d'inspiration symboliste, influencés par les œuvres de George Bacovia et de Camil Baltazar. Les textes de cette période, au ton plutôt sombre et pathétique, tranchent avec le reste de son œuvre. Dès 1923, à l'âge de 20 ans, Voronca se distingue en publiant à Bucarest son premier recueil de poèmes, intitulé Restristi et illustré par Victor Brauner.

### Un avant-gardiste
En 1924, Voronca devient l’une des figures clés de l’avant-garde artistique roumaine en créant, avec Victor Brauner, la revue 75 HP (ro). C'est dans cette revue remarquable par ses audaces typographiques et graphiques, qu'apparaît la Pictopoésie, définie par Voronca comme une « superposition de surfaces géométriques, différenciées selon les couleurs et les reliefs, où les mots inscrits soutiennent par leur rythme le sens de la composition plastique ». Devenu une figure phare du constructivisme roumain, Voronca collabora aux principales revues de Bucarest : Contimporanul (ro), Punct (ro), Integral (ro) et Unu (ro).
Influencé initialement par Dada, Voronca travaille à la combinaison des diverses avant-gardes, se faisant le théoricien de l’Intégralisme :
« Le vrai mot personne ne l’a dit encore : cubisme, futurisme, constructivisme ont débouché sur le même point hardi : la SYNTHÈSE. »
— Ilarie Voronca, Punct, nº 6/7, janvier 1925.
Voronca publie douze volumes en Roumanie, dont Colomba (1927), Ulise (1928), Peter Schlemihl (1932) ou Patmos (1933). Cependant, comme l'écrit le poète et essayiste français Christophe Dauphin, « l’apparente euphorie qui émanait de la création comme de la personnalité de Voronca cachait bien mal l’angoisse qui le rongeait souterrainement ».

### Départ pour Paris
En 1933, Voronca et son épouse Colomba s'installent à Paris, pour fuir les « ténèbres balkaniques », à l’instar de ses amis Tristan Tzara, Benjamin Fondane, Claude Sernet ou Jacques Hérold.
Il fait partie de l'importante communauté d'artistes et intellectuels roumains qui vient à Paris  avec Constantin Brâncuși, Emil Cioran, Mircea Eliade, Eugène Ionesco, Isidore Isou, Panaït Istrati, Benjamin Fondane, Ghérasim Luca et Tristan Tzara.
En France, le couple est confronté aux dures réalités de la vie d’émigrés, ce dont rend compte le recueil Permis de séjour (1935) :
« J’avais faim. Un brouillard montait vers la cité. »
— Ilarie Voronca, "Étranger non admis", Permis de séjour, 1935.
Pour vivre, Voronca travaille dans des compagnies d’assurances. À la fin des années 1930, ses œuvres sont appréciées par une large majorité du milieu littéraire français. Son nom figure au sommaire des principales revues de poésie, dont Les Cahiers du Sud. L’année 1936 est marquée par la parution de La Poésie commune : une étape déterminante, car, comme l'explique Christophe Dauphin : « Il n’est plus le chantre individuel, son moi s’épanouit dans toutes les voix : Je veux me mêler à cette foule. Je partage sa vie. Voronca devient le poète anonyme, de la foule et toujours le visionnaire de l’invisible ». Lorsque, le 16 juin 1938, Colomba et Ilarie Voronca obtiennent la nationalité française, le poète compte à son actif pas moins de onze recueils publiés en France.

### La guerre
Parallèlement à son œuvre poétique, et en cinq ans seulement, Voronca publie, durant la tragique période de l'Occupation, l’essentiel de son œuvre en prose, dont Lord Duveen (1941), L’Interview (1944), Henrika (1945) ou Souvenirs de la planète Terre (1945).
Avec la guerre était venu le temps de l’assassinat collectif :
« Le vent marche comme un aveugle

Il cherche des épis de blé

Et ne trouve que baïonnettes. »
— Ilarie Voronca, Poèmes inédits, 1964.
Élève officier de réserve au Camp du Larzac (Aveyron), Ilarie Voronca est démobilisé en 1940. Il se réfugie à Marseille, à Orpierre (Hautes-Alpes) puis à Moyrazès (Aveyron) chez les instituteurs Jean et Elise Mazenq, où il adhère à la Résistance pour combattre le nazisme, épisode relaté dans la trilogie de Christiane Chaule-Balducci (voir bibliographie). À la mi-octobre 1944, il regagne Toulouse puis Paris, qui avait été libéré des nazis. Deux romans paraissent l'année suivante : Henrika et Souvenirs de la planète Terre. Le désespoir prend définitivement le pas sur la joie : Ilarie Voronca se donne la mort au soir du 4 avril 1946.
Ilarie Voronca, l'auteur de La joie est pour l’homme, est inhumé au cimetière parisien de Pantin. En 2010, sa tombe, menacée de disparition, est sauvée et refaite grâce à l’action du Collectif Ilarie Voronca, rassemblant des personnalités françaises et roumaines.

## Œuvres

### Poésie
- Restristi, illustrées de dix dessins hors texte de Victor Brauner, Bucarest, Rahova Arte Grafice, 1923
- 75 HP, revue d’avant-garde réalisée par Ilarie Voronca et Victor Brauner, Bucarest, 1924 ; réédition, Éditions Jean-Michel Place, 1993
- Colomba, illustrations de Sonia et Robert Delaunay, Imprimerie Union, 1927
- Ulise, illustration de Marc Chagall, Imprimerie Union, 1928
- Plante si animale, illustrations de Constantin Brancusi, Imprimerie Union, 1929
- Bratara noptilor, illustration de Victor Brauner, Bucarest, Unu, 1929
- Zodiac, illustration de M.H. Maxy, Bucarest, Unu, 1930
- Invitatie la bal, poèmes 1924-1925, Bucarest, Editura Unu, 1931
- Incantații, illustrations de Milita Petrascu, Bucarest, Editura Cultura nationala, 1931
- Peter Schlemihl, illustrations de Victor Brauner, Grégoire Michonze et Jules Perahim, Bucarest, Tipografia Bucovina, 1932
- Patmos, si alte sase poeme, Bucarest, Vremea, 1933
- Ulysse dans la cité, traduit du roumain par Roger Vailland, préface de Georges Ribemont-Dessaignes, illustration de Marc Chagall, éditions du Sagittaire, 1933 ; réédition, préface de Michel Bulteau, Éditions Le Temps des Cerises, 1999
- Poèmes parmi les hommes, illustration d’Edmond Vandercammen, Cahier du Journal des poètes, 1934
- Patmos, collection des Cahiers Libres, Denoël et Steele, 1934 ; réédition Éditions Le Pont de l’Epée, 1977. Avant propos de Tristan Tzara, Guy Chambelland, Yves Martin, Alain Simon, illustration de Victor Brauner. Édition de tête, 40 exemplaires ornés d’une gravure de Jacques Hérold.
- Permis de séjour, Corréa, 1935
- La Poésie commune, G.L.M, 1936 ; réédition  éditions Plasma, Illustrations de Georges Ribemont-Dessaignes, 1979
- La Joie est pour l’homme, suivi de Trois poèmes à la gloire du sommeil, Les Cahiers du Sud, 1936
- Pater noster suivi d’Ebauches d’un poème, Corrêa, 1937
- Amitiés des choses, Sagesse, 1937 ; rééditions Les Cahiers de Jalons no 3, 1979
- L’Apprenti fantôme et Cinq poèmes de septembre, Presses du Hibou, 1938 ; réédition (sans les Cinq poèmes de septembre), L’Arbre, 1992
- Le Marchand de Quatre saisons, Cahiers du Journal des poètes, 1938
- Beauté de ce monde, Le Sagittaire, 1940
- Les Témoins, Méridien, 1942
- Oisiveté, Les Feuillets de Sagesse, 1943
- Contre-solitude, Bordas, 1946 ; réédition, Plein Chant, 2006
- Les Chants du Mort, éditions Charlot, 1947 ; réédition L’Arbre, 2003
- Dîner chez Jeanne Coppel, illustration de Jeanne Coppel, imprimerie PAB, 1952
- Poèmes choisis, introduction de Tristan Tzara, illustration de Marc Chagall, Seghers, 1956 ; réédition Seghers, avec des textes inédits, 1967
- Poèmes inédits, Les Cahiers du Sud no 361, 1961
- Poeme, traduits en roumain par Sașa Pană, Préface d’Eugen Simion, Bucarest, Editura Pentru Literatura universală, 1961
- Poèmes inédits, éditions Subervie, 1961
- Poèmes inédits, illustration d’Abidine, éditions Guy Chambelland, 1964
- Poème pour glorifier le pied, illustrations de Madeleine Follain-Dinès, La Goutte d’Or, 1971
- Poeme alese, anthologie en langue roumaine établie et préfacée par Sasa Pana, illustration de Robert Delaunay, deux volumes, Bucarest, Editura Minerva, 1972
- Zodiac : poesii, édition établie et présentée par Ion Pop. Cette édition rerprend : Restristi, Colomba, Ulise, Plante si animale, Bratara noptila et Zodiac, Bucarest, Editura Minerva, 1992
- Incantatii : poesii, édition établie par Ion Pop. Cette édition rassemble Invitatie la bal, Incantatii, Petre Schlemihl, Patmos, Din periodice et Patrusprezece sonete, Bucarest, Minerva, 1993
- La Chambre, L’Arbre, 2000. Poème publié dans Beauté de ce monde (1940) et repris dans Onze récits (1968)
- Mais rien n’obscurcira la beauté de ce monde, L’Arbre, 2000 (Ce recueil reprend neuf poèmes de Beauté de ce monde)
- Journal inédit suivi de Beauté de ce monde, poèmes 1940-1946, éditions présentée et établie par Petre Răileanu et Christophe Dauphin, (Les Hommes sans Epaules éditions, 2018. 2ème édition, 2020).
- Poèmes d'exil inédits publiés dans "Invisible Voronca - Itinéraire d'un écrivain en exil pour l'éternité" de Christiane-Chaule Balducci (Librinova-Hachette 2024)

### Prose
- A doua lumină, essai, Bucarest, Unu, 1930 ; réédition Minerva, Bucarest, 1996
- Act de prezență, essais, Bucarest, Cartea cu semne, 1932 ; réédition comprenant A doua lumină, Bucarest, Cluj, Dacia, 1972
- Lord Duveen ou L’invisible à la portée de tous, récit, Éditions de l’Ilot, 1941 ; réédition éditions Eliane Vernay, illustration de Marc Chagall, 1977
- La Confession d’une âme fausse, Méridien, 1942
- La Clé des réalités, Méridien, 1944
- L’Interview, illustration de Halicka, éditions Jean Vigneau, 1944
- Henrika, roman, illustration de F. Delanglade, l’Entreprise de presse, 1945, réédité et commenté par Christiane Chaule-Balducci et Suzette Mazenq-Belmonte sous le titre "Henrika, le conte d'exil d'Ilarie Voronca" (Librinova- Hachette 2024)
- Souvenirs de la planète Terre, roman, éditions Nagel, 1945. Réédition Paris-Orbey, éditions Arfuyen, coll. "Le Rouge & le Noir", 2025 préface de Nicolas Cavaillès  (ISBN 978 2 845 90384 5)
- Onze récits, avant propos d’Eugène Ionesco, Rougerie, 1968 (Ce volume reprend six poèmes de Beauté de ce monde, un inédit et quatre récits publiés dans des revues.)
- Petit manuel du parfait bonheur/Mic manual de fericire perfectă, édition bilingue (texte français avec traduction roumaine en regard) établie par Sașa Pană, Bucarest, Cartea Românească, 1973 ; réédition, Paris, Cambourakis, coll. « Cambourakis poche », 2019  (ISBN 978-2-36624-432-8)
- Interviul. Unsprezece povestiri, préface d’Ion Pop, Bucarest, Cartea Românească, 1989
- Quarante ou cinquante personnes, L’Arbre, 1991
- Le Riche mendiant, A l’impatiente, 1991 (Prose issue des Onze récits.)
- Arbres 1942, suivi de Un peu d’ordre, L’Arbre, 2000
- Interviul, Cartea Românească, Bucarest, 1989 (Traduit en roumain par Ion Pop)
- Perméables, illustrations de Marie Bauthias, Trident neuf, 2003 ; réédition d’un récit publié dans la revue Viatiques en 1943, puis dans La Clé des réalités en 1944

## Sources et bibliographie
- Christiane Chaule-Balducci,"Invisible Voronca - Itinéraire d'un écrivain en exil pour l'éternité",  biographie contenant des archives (lettres, photographies) et des textes inédits, préface de Dan Burcea, éditions Librinova-Hachette 2024.
- Christiane Chaule-Balducci, Suzette et François Mazenq-Belmonte, "Elle est vraie, Monsieur ? de Jean Mazenq - Les Mémoires de l'instituteur aveyronnais qui a sauvé Ilarie Voronca", éditions Librinova-Hachette 2024.
- Christiane Chaule-Balducci, "Henrika, le conte d'exil d'Ilarie Voronca" comprenant le témoignage de Suzette Mazenq-Belmonte, éditions Librinova-Hachette 2024.
- Christiane Chaule-Balducci, entretien avec Mihaela-Gentiana Stanisor, publié dans la revue littéraire et philosophique Alkémie, "L'intime" n°35, Classiques Garnier, juillet 2025
- Christophe Dauphin, Ilarie Voronca, le poète intégral, essai suivi d’un large choix de textes et de poèmes, éditions Rafael de Surtis/Editinter, 2011.
- Christophe Dauphin, Les Riverains du feu, une anthologie émotiviste de la poésie francophone contemporaine, Le Nouvel Athanor, 2009.
- Ecaterina Grün, La Route chez Tristan Tzara, Benjamin Fondane et Ilarie Voronca, éditions Rafael de Surtis, 2005.
- Ion Pop, La Réhabilitation du rêve, une anthologie de l’Avant-garde roumaine, EST-Samuel Tastet Editeur & Maurice Nadeau, 2006.
- Ilarie Voronca, Numéro spécial, Plein Chant no 77, 2004.
- Christophe Dauphin, 1903-2003 Ilarie Voronca, le centenaire de l’ombre, Les Hommes sans épaules no 16, troisième série, 2004.
- Christophe Dauphin, Ilarie Voronca parmi nous, Les Hommes sans épaules no 9/10, deuxième série, 1993.
- Ilarie Voronca, numéro spécial, présentation de Jean-Paul Mestas, Cahiers de Jalons no 3, 1979.
- Ilarie Voronca, documents et choix de poèmes, Le Pont de l’Epée no 27-28, 1965.
- Denys-Paul Bouloc, Ilarie Voronca, éditions Subervie, 1961.
- Tristan Tzara, Ilarie Voronca, Les Lettres françaises, 1949.